# Taras (Mythologie)

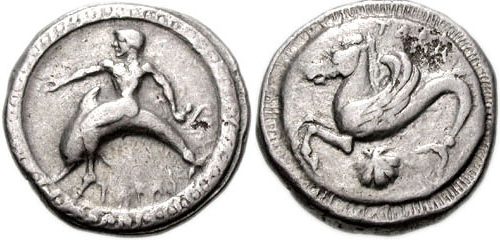
Silbermünze mit Taras

Taras (altgriechisch Τάρας Táras), ein Sohn des Poseidons und der Nymphe Satyria war eine Figur aus der griechischen Mythologie. 
Nach der Legende war er der Gründer der griechische Siedlung Taras (Tarentum, heute: Tarent), einer späteren Führungsmacht der Magna Graecia. Während er, um seinen Vater Poseidon zu ehren, ein Opfer brachte, erschien ihm plötzlich ein Delfin. Er interpretierte dies als ein gutes Zeichen und als Ermutigung, um eine Stadt zu gründen.
Noch heute wird ein Hafen, der zirka 15 km südlich von Tarent entfernt liegt (bei Leporano), Torre Saturo genannt. Der Name ist von der ersten Stadt (Satyrion), die Taras seiner Mutter Satyria oder seiner Ehefrau Satureia widmete, abgeleitet. Hier sei die erste Siedlung der Spartaner entstanden, derselben, die 706 v. Chr. die Stadt Tarent gründeten. Aufstieg und antike Pracht folgten für die Stadt.
Auf der Münze der alten Stadt Taras wird der Sohn Poseidons auf einem Delphin, manchmal mit dem Dreizack seines Vaters in einer Hand, dargestellt; das gleiche Bild wird auf dem modernen Stadtemblem dargestellt.